# Habitatge al carrer Soldevila, 11 (Tremp)
L'Habitatge al carrer Soldevila, 11 és un edifici de Tremp (Pallars Jussà) protegit com a Bé Cultural d'Interès Local.

## Descripció
Es tracta d'un edifici entre mitgeres, de quatre nivells d'alçada, planta baixa, dos pisos i solera, que s'emmarca dins la tradició constructiva d'arquitectura domèstica del XIX i XX.
La planta baixa està completament desvirtuada per les reformes del local, però els pisos superiors presenten elements arquitectònics rellevants. Les finestres balconeres són allindanades, amb guardapols mixtilini de perfil motllurat, que s'allarga fins als brancals. Línies d'imposta llises i motllurades separen la façana horitzontalment, traduint exteriorment l'estructura dels forjats. En el pis superior s'identifiquen les obertures de ventilació de la solera i el ràfec de fusta de la teulada, suportat per mènsules.
La façana posterior no presenta elements arquitectònics destacables quant a la seva vàlua patrimonial.

## Història
No es disposa de dades documentals sobre la construcció de l'edifici, excepte aquelles que fan referència a l'existència de la terrassa posterior, que fou construïda a partir de finals del segle xix, moment en què la normativa municipal de construcció sobre l'antic vall de la muralla va permetre terraplenar el fossat i aixecar edificis tan sols de planta baixa. És l'origen que s'atribueix a les terrasses que envolten avui dia l'actual Plaça Princesa Sofia.